# Веховство
Ве́ховство, ве́ховцы — философское и общественно-политическое направление в русской интеллектуальной среде в начале XX века, получившее своё название по программному сборнику «Вехи» (1909). Инициатором издания последнего был Михаил Гершензон.
Среди авторов сборника было четыре бывших марксиста: Н. Бердяев, С. Булгаков, П. Струве и С. Франк, ставшие на позиции христианской религиозности, отвергнув марксизм как доктрину чисто экономическую, которая не отвечает на фундаментальные вопросы человеческого бытия.
Первым по существу веховским сборником был сборник «Проблемы идеализма» (1902), финальным — «Из глубины» (1918).

## Идеи
Веховцы призывали интеллигенцию, которую они обвиняли в смуте 1905—1907 годов, отказаться от мировоззрения, построенного на коллективизме, народопоклонничестве (народничестве), нигилизме («отщепенстве от государства»), безрелигиозности и проповеди политического радикализма. Позитивная программа веховства опирается на признание самостоятельности человеческого субъекта, на признание личной ответственности за происходящее — на основе универсальных христианских ценностей.

Каковы мы есть, нам не только нельзя мечтать о слиянии с народом, — бояться его мы должны пуще всех казней власти и благословлять эту власть, которая одна своими штыками и тюрьмами еще ограждает нас от ярости народной— М. О. Гершензон, Творческое самосознание // Вехи (1991)

### Идеи основных представителей
Одним из ведущих веховцев стал выдающийся мыслитель, бывший марксист Николай Бердяев. Он, как и остальные его соратники, занимался анализом места России в меняющемся мире, её идеи, поиском путей развития страны. Эпоху начала XX века философ назвал «Новым Средневековьем», так как, по его мнению, человечество вновь вступило в эпоху иррационализма, а коллективистские ценности, возобладавшие в обществе, вновь подавили свободу отдельной личности. Кроме того, мещанское мировоззрение Запада, по мнению Бердяева, привело к уничтожению высших ценностей, варваризации общества. Философа также интересовала «русская идея», то есть сущность русской души и предназначения России. Он утверждал, что Россия сочетает в себе черты Запада и Востока, однако он не ставил её выше других стран. Бердяев утверждал, что по замыслу Божьему страна должна представлять собой такое сочетание восточных и западных идей, при котором наблюдалось бы их единение, некоторая идейная целостность, однако в действительности «русская идея» той эпохи представлялась как простое беспорядочное смешение черт двух этих миров.
Мыслитель подверг глубокому анализу и мировоззрение русского человека, противопоставив его западному. Если европейское мировоззрение смогло в конце концов прийти к дисциплинированности, то всеобъемлющая «широта» русской души была неспособна к подобной сдержанности. Проявление подобной особенности Бердяев находил, например, в том, что в рамках русской мысли вполне возможно было сочетание множества противоположностей, примером чего могли служить революционеры, продвигавшие, однако, радикально консервативные взгляды. Русскому человеку, таким образом, не свойственна жёсткая категоризация тех или иных понятий.
Яркую антизападническую позицию занимал философ и православный священник С. Н. Булгаков. Он критиковал западную идеологию марксизма, высказав в том числе нетривиальную идею о том, что это учение явилось лишь переложением иудейских идей в плоскость экономической науки. Социалистическое же общество, по его мнению, способствовало бы прогрессу только в материальной сфере, не заботясь о духовной составляющей. Однако Булгакова нельзя назвать и славянофилом в полном смысле, так как он подверг критике и российскую государственность, ведь в ней было слишком много восточных черт, что ещё предстояло пересмотреть.

## Критика
Острую критику веховство вызвало со стороны лидера большевиков Владимира Ленина, который заклеймил сборник как «энциклопедию либерального ренегатства» в декабре 1909 года: «„Вехи“ — сплошной поток реакционных помоев, вылитых на демократию. Понятно, что публицисты „Нового времени“, Розанов, Меньшиков и А. Столыпин, бросились целовать „Вехи“. Понятно, что Антоний Волынский пришёл в восторг от этого произведения вождей либерализма».